# Brigitte Barèges

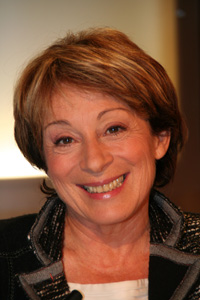
Brigitte Barèges

Brigitte Barèges (Toulouse, 1 mei 1953) is een Frans advocate en politica van Les Républicains. Ze was tussen 2001 en 2024 burgemeester van Montauban. Ze was tussen 2002 en 2012 en opnieuw vanaf 2024 verkozen in de Assemblée Nationale.
In 2001 werd ze de nieuwe burgemeester van Montauban na 36 jaar socialistisch bestuur. In 2021 werd ze door een rechtbank in Toulouse veroordeeld wegens fraude met overheidsgeld tot een voorwaardelijke gevangenisstraf van 12 maanden en een geldboete. Ze werd ook voor vijf jaar ontzet uit haar burgerrechten wat betekende dat ze geen burgemeester kon blijven. Ze zou bij de gemeenteraadsverkiezingen een werknemer van de stad betaald hebben om positief over haar te berichten in een krant. In 2022 werd ze in beroep vrijgesproken.
In juni 2002 werd ze verkozen in de Assemblée Nationale voor Tarn-et-Garonne namens de UMP. Ze werd herverkozen in 2007. Haar mandaat liep af in 2012 nadat ze haar zetel verloor aan de socialiste Valérie Rabault. Bij de verkiezingen van 2024 werd ze opnieuw verkozen in de Assemblée Nationale. Wegens de cumulregels moest ze haar burgemeestersjerop opgeven en werd ze door partijgenote Marie-Claude Berly opgevolgd als burgemeester.